# Hiroana Poroiae
Hiroana Poroiae, également connu sous le nom d'Hiro Poroiae, né le 22 août 1986, est un footballeur international tahitien.

## Carrière
Poroiae est licencié dans le club de l'AS Manu-Ura. En 2007, il fait ses débuts en équipe nationale de Tahiti face à Tuvalu en 2007. La même année, il remporte le championnat de Polynésie française, compétition qu'il remporte trois fois d'affilée de 2007 à 2009.
Lors des Jeux du Pacifique de 2011, il marque ses deux premiers buts en international, face aux Îles Cook. En 2012, il remporte avec l'équipe tahitienne la Coupe d'Océanie 2012.

## Palmarès
- Vainqueur de la Coupe d'Océanie en 2012 avec l'équipe de Tahiti
- Champion de Polynésie française en 2007, 2008 et 2009 avec l'AS Manu-Ura
- Vainqueur de la Supercoupe de Polynésie française en 2008 avec l'AS Manu-Ura